# Alois Čenský

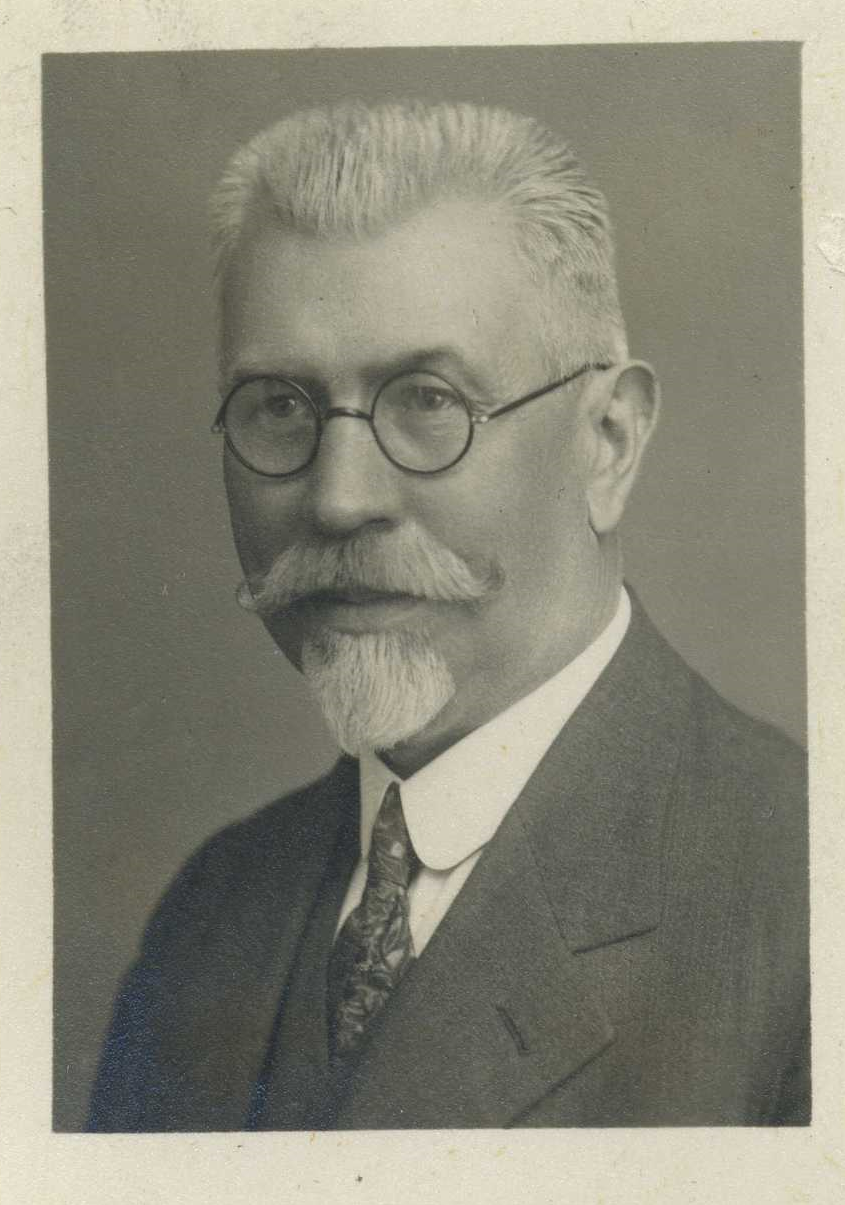
Alois Čenský (1927)

Alois Čenský (22. června 1868 Beroun – 29. prosince 1954 Praha) byl český architekt a profesor pozemního stavitelství na České technice v Praze, představitel české novorenesance a secese.

## Život
Narodil se v rodině berounského truhláře Václava Čenského (1841 Všeradice – 1890 Smíchov) a matky Barbory, rozené Rauschové (1842 Beroun – 1928 Smíchov). Od roku 1875 byla rodina policejně hlášena na Smíchově. Byl sedmým dítětem z celkem devíti sourozenců.
Absolvoval vysokou školu technickou v Praze, v letech 1896–1907 učil na průmyslových školách stavebních v Plzni, Písku a Praze. Roku 1908 byl jmenován profesorem pozemního stavitelství na českém vysokém učení technickém v Praze. V roce 1912 jmenován řádným profesorem pozemního stavitelství a nauky o stavebních hmotách. V letech 1913, 1916, 1917, 1923 děkanem na ČVÚT v Praze. Byl prvním českým architektem, který na ČVUT získal titul doktora technických věd.
S manželkou Antonií, rozenou Hendlovou (1876 Beroun – 1904 Beroun), se kterou se oženil v roce 1898, měl dceru Jiřinu (1900 Praha – 1951 Brno). Po smrti manželky se oženil podruhé a sice v roce 1907 v Praze s Marií Seemanovou (1884 – 1964 Praha). Z tohoto manželství měl děti Marii (1907 Smíchov – 1955 Smíchov) provdanou za ing. Vítězslava Nováka, Vladimíra (1910 Smíchov – 1983 Smíchov), Janu (1913 Smíchov – 1980 Smíchov).

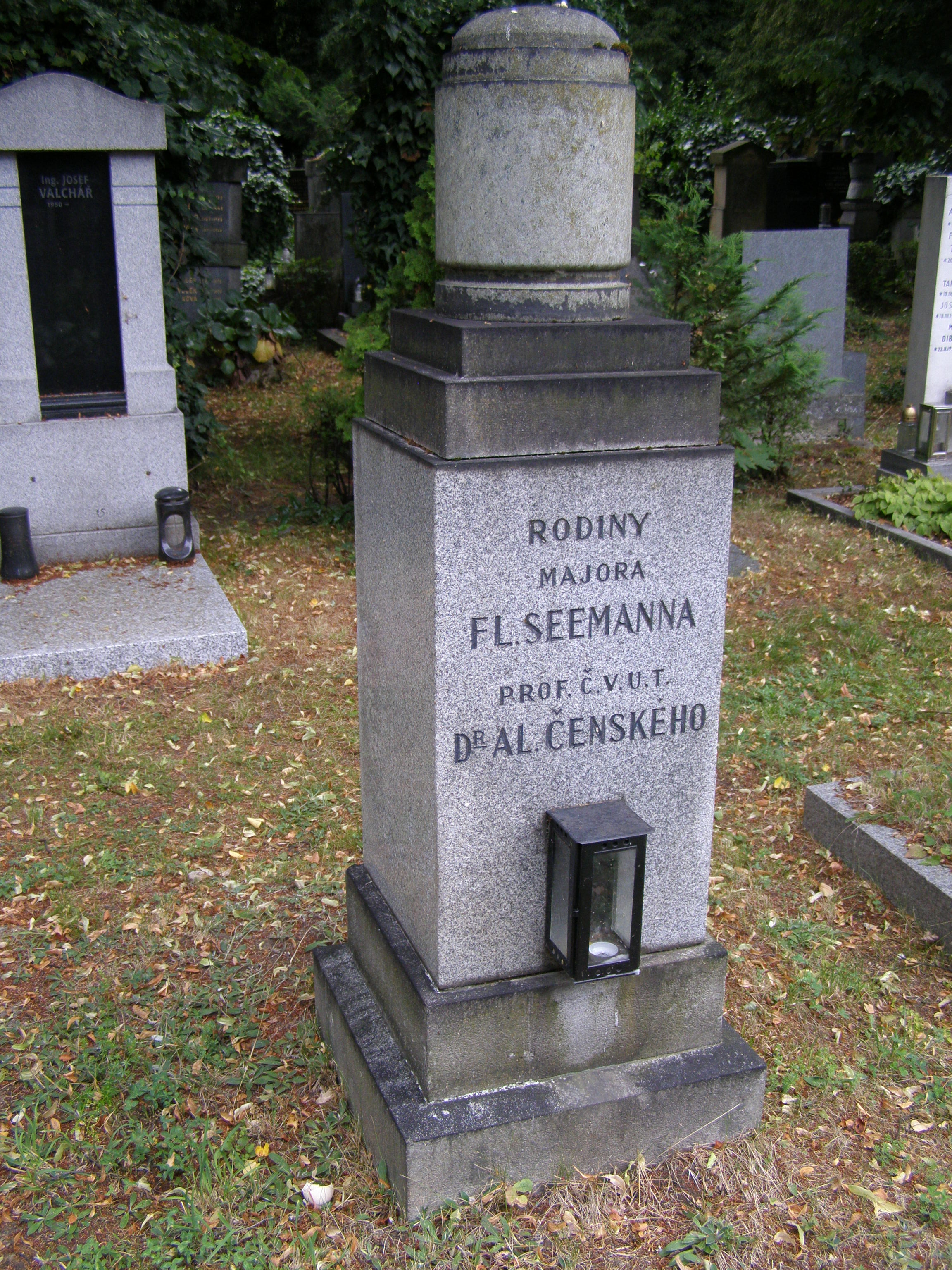
Hrob na pražském hřbitově Malvazinky

Zemřel v Praze, je pohřben na pražském hřbitově Malvazinky (oddělení UI, číslo hrobu 61)

## Dílo

### Projekty a stavby

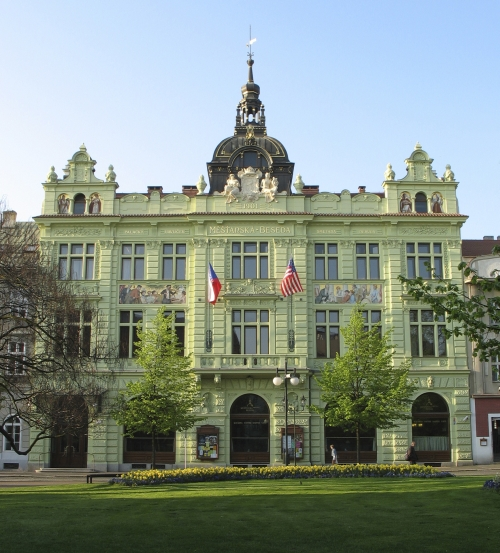
Měšťanská beseda v Plzni

Projektoval mnoho veřejných i soukromých budov. Většina z nich mu byla svěřena na základě soutěžních návrhů poctěných ve veřejných soutěžích prvními cenami.
- Občanská záložna v Hořovicích (1894)
- Sokolovna ve Dvoře Králové (1894)
- Statek východočeský a chodský v československé vesnici a vzorná tělocvična Čs. sokolstva na Národopisné výstavě v Praze (1895)
- Městský dům (záložna) v Přerově (vítězný návrh z roku 1893, realizace 1896, 1897)
- Měšťanská beseda Plzeň (1898–1901)
- Česká obchodní škola v Českých Budějovicích (1903–1904)
- Hřbitovní kostel sv. Havla v pseudogotickém slohu na místě zbořeného původního z druhé poloviny 17. století v Horních Stakorách u Mladé Boleslavi (1905)
- Městské divadlo na Královských Vinohradech (1905–1907)
- Národní dům, později nazvaný Dům kultury pracovníků v kovoprůmyslu na Smíchově (1908)
- Ústřední tržnice města Smíchova (1908)
- Městské divadlo a hotel U Beránka v Náchodě (1914)[5][6]
- Vily čp. 232 Na baště sv. Tomáše a čp. 225 v Gogolově ulici v Praze
- Rekonstrukce zbraslavského zámku
- Kolonie rodinných domků v Praze-Modřanech
- Přestavba domu na nám. Republiky č. 11 v Plzni

### Pedagogická a odborná činnost
Jako profesor českého vysokého učení technického v Praze vydal řadu učebních textů, tabulek konstrukcí a stavitelských detailů. Ve školním roce 1913/1914 byl zvolen děkanem odboru pozemního stavitelství. V letech 1903–1921 byl redaktorem časopisu Architektonický obzor.

### Knihy
- Štíty a motivy attikové v české renaissanci
- Architektura střech doby barokové
- Úvod do konstrukcí ze dřeva
- Sborník pozemního stavitelství

## Zajímavost
O trvalé hodnotě díla svědčí, že přednášky Aloise Čenského Okenní a dveřní otvory byly s podtitulem Tradice z pohledu dneška s upraveným textem znovu vydány po 75 letech, v roce 2005 a jsou dostupné na internetu.